# Серж Трінкеро
Серж Трінкеро (італ. Serge Trinchero, нар. 27 серпня 1949, Б'єлла) — швейцарський футболіст, що грав на позиції півзахисника.
Виступав, зокрема, за «Сьйон» та «Серветт», а також національну збірну Швейцарії.

## Клубна кар'єра
У дорослому футболі дебютував 1968 року виступами за команду «Сьйон», в якій провів вісім сезонів і виграв кубок Швейцарії у 1974 році.
1977 року Трінкеро перейшов у «Серветт», з яким виграв кубок у 1978 році і наступного року здобув «золотий дубль».
З 1980 року грав у складі команд «Ксамакс» та «Мартіньї», а завершив ігрову кар'єру 1986 року у команді «Серветт», у складі якої вже виступав раніше.

## Виступи за збірну
21 травня 1975 року дебютував в офіційних матчах у складі національної збірної Швейцарії в грі відбору на Євро-1976 проти Ірландії (1:0).
Загалом протягом кар'єри у національній команді, яка тривала 3 роки, провів у її формі 20 матчів, забивши 2 голи.

## Титули і досягнення
- Чемпіон Швейцарії (1):

«Серветт»: 1978/79
- Володар Кубка Швейцарії (3):

«Сьйон»: 1973/74
«Серветт»: 1977/78, 1978/79
- Володар Кубка швейцарської ліги (3):

«Серветт»: 1976/77, 1978/79, 1979/80